# Plaza Segovia Nueva
A Plaza Segovia Nueva egy kis tér Madrid Centro kerületében a Calle de Toledo vonalán.

## Helye
A Plaza Segovia Nueva a Plaza Mayortól délre fekszik. Utóbbiról a Calle de Toledo út vonalán mintegy 250 méter távolságra érhető el.
A tér a Centro kerületen belül a "La Latina" színházról elnevezett azonos nevű negyedben (barrio) van. Tőle nyugatra és még délebbre pedig már Madrid kis folyója, a Manzanares található.

## Szerepe
A Plaza Segovia Nueva önmagában nem tartalmaz jelentős objektumokat. A Calle de la Cava népszerű bevásárló utca és a Szent Izidor templom van a vonzáskörzetében.
Szerepe Madrid központja és Spanyolország dél és nyugati közlekedése szempontjából jelentős, mint ezekbe az irányokba Madrid Centro kerületének közepén a legfontosabb csomópont. A tértől délre érhető el Toledo közvetlenül. A tértől nyugatra a Tintoreroson keresztül a Segovia híd és az Extremadura út  (egyben az Európai E90-es út), visz egyenes Alcorcón, Móstoles, a Via Delapidata és Lisszabon felé.

## Kapcsolatai
A tér legerősebb kapcsolata északra a Plaza Mayor, illetve Calle Mayor ami a ma már főleg múzeumként szolgáló Palacio Real és kelet, enyhén északkelet felé Plaza del Sol és Calle de Alcalá közt teremti meg a kapcsolatot. A Palacio Real, a Meaques patak torkolata feletti dombon, a Puente el Rey felett áll, ez Madrid magja, a Calle Mayar-Calle de Alcalá pedig a legfontosabb nyugat-keleti főút, ettől északra helyezkedik el tulajdonképpen Madrid modern városrésze, mindenekelőtt a Salamanca kerület, a Paseo de la Castellana és Chamartín. Keletre az 1-es metró, a Prado és az Atocha ("Eszpartófű") érhető el.
Déli is nyugati irányba alapvetően Extremadura irányába indul a közlekedés. Délre Carabanchelen, nyugatra pedig a Paseo de Extremadura úton keresztül.